# Климов, Владимир Дмитриевич
Владимир Дмитриевич Климов — советский физик, лауреат Государственной премии СССР.

## Биография
С 1956 г. и до последних дней работал в Физико-энергетическом институте имени А. И. Лейпунского (Обнинск), в 1970-е гг. зам. начальника лаборатории. Близкий друг и соратник Валерия Алексеевича Легасова.

## Публикации
- О механизме охлаждения газов, нагреваемых излучением импульсного CO2CO2 -лазера. В. Д. Климов, В. А. Кузьменко, В. А. Легасов. ТВТ, 17:3 (1979), 646—647
- Климов В. Д., Матвеев В. И., Арабей Б. Г. и др. Испытание образцов поглощающих элементов быстрых энергетических реакторов в реакторе БР-5 /9. В сб.: Поглощающие материалы и стержни регулирования быстрых реакторов. Совещание специалистов по развитию и применению поглощающих материалов. Димитровград, 4—8 июня 1973 г., С. 329—348.
- Климов В. Д., Тарасиков В. П., Сурков Н. В., Петричко И. Г. Дистанционная установка для количественного определения гелия в облученных бор-содержащих материалах. Обнинск: ФЭИ, 1980. Препринт ФЭИ-1026, 8 с.
- Климов В. Д., Тарасиков В. П. О стабильности облученного карбида бора в условиях изотермических отжигов. Обнинск: ФЭИ, 1982. Препринт ФЭИ-1270, 12 с.

## Награды
Государственная премия 1976 года (в составе коллектива) — за синтез и исследование физико-химических свойств соединений благородных газов.